# Pyramica minkara
Pyramica minkara är en myrart som först beskrevs av Bolton 1983.  Pyramica minkara ingår i släktet Pyramica och familjen myror. Inga underarter finns listade i Catalogue of Life.

## Bildgalleri